# Імаґаваякі
Імагаваякі (яп. 今川焼き) — японський десерт, який часто зустрічається на фестивалях, також популяний в Тайвані (де він називається chēlún bǐng 車輪餅 або hóngdòu bǐng 紅豆餅). Готується з тіста в спеціальній каструлі (аналогічна вафельниці, але без стільникової структури), і наповнюється солодкою бобовою пастою адзукі, хоча з зростанням популярності збільшується різноманіття начинок: ванільний крем, заварний крем, різноманітні фрукти, варення, каррі, різні м'ясні та овочеві начинки, картопля і майонез. Імаґаваякі аналогічні дораякі, але в них начинка додається в млинці після приготування, і часто подаються холодними.

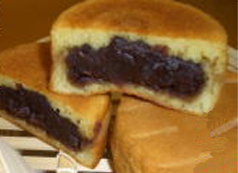
Імагаваякі

Імагаваякі почали продавати поблизу Канда, міст Імаґавабаші в період Едо в роки Ан'ей (1772–1781). Назва Імаґаваякі з'являється в цей час.

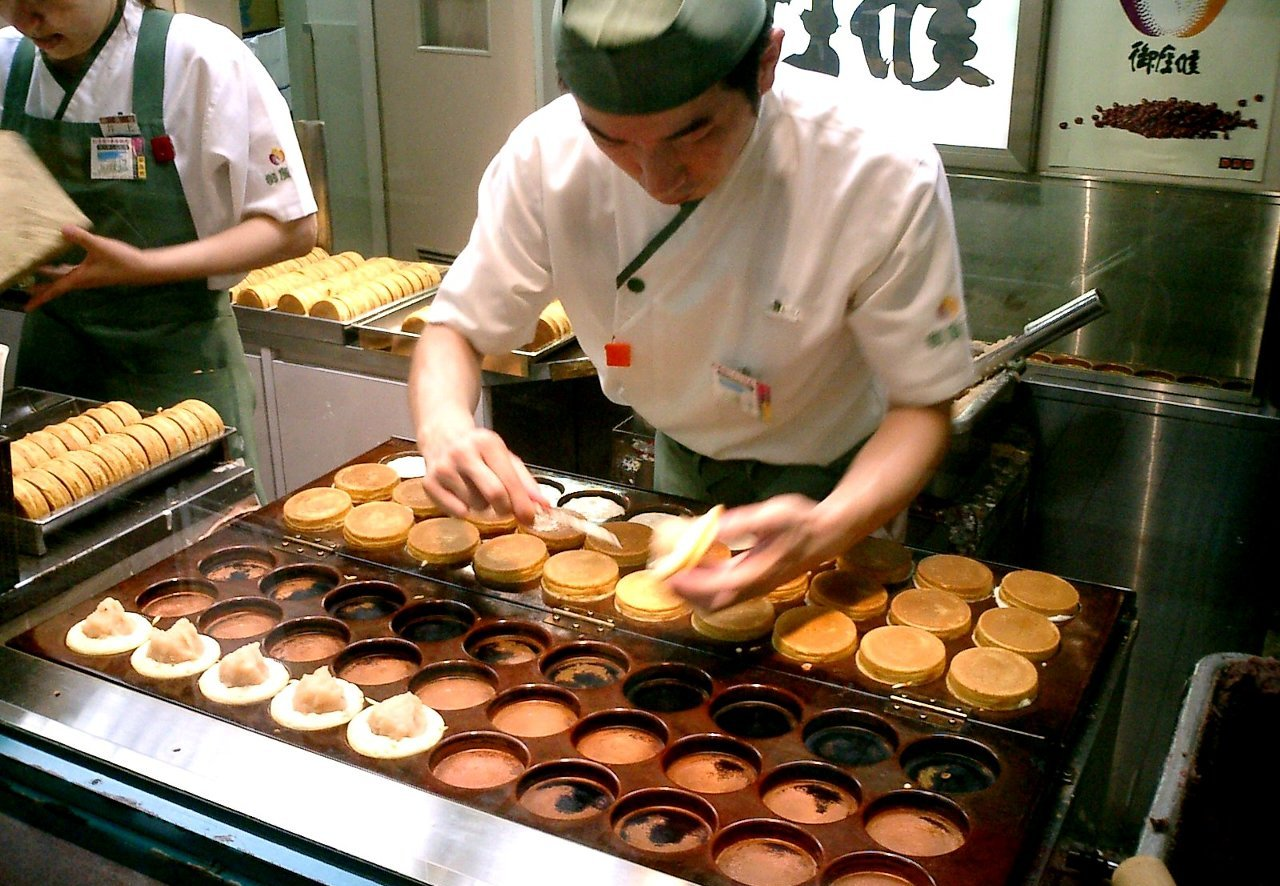
Магазин імаґаваякі (gozasōrō) в Санномія, Кобе, Японія.

## Назви
Імагаваякі по різному називали в різні часи і в різних місцях.
- Обан-які (яп. 大判焼き) — основна назва в регіоні Кансай.
- Кайтен-які (яп. 回転焼き) вбо Кайтен манджу (яп. 回転饅頭) — основна назва в регіонах Кансай і Кюсю.
- Ніджу-які (яп. 二重焼き)
- Кобан-які (яп. 小判焼き)
- ґіші-які (яп. 義士焼き)
- Томое-які (яп. 巴焼き)
- Тайко-які (яп. 太鼓焼き) або Тайко-манджу (яп. 太鼓饅頭)
- Бунка-які (яп. 文化焼き)
- Тайсьо-які (яп. 大正焼き)
- Джію-які (яп. 自由焼き)
- Фуфу-манджу (яп. 夫婦饅頭) або Фу ман (яп. フーマン)
- Оякі (яп. おやき) — в префектурі Аоморі і Хоккайдо, і відрізняється від оякі в префектурі Нагано.
- Кінцуба (яп. きんつば) — в префектурі Ніігата і префектурі Фукусіма, і відрізняється від кінцуба в ваґаші.

### За назвою магазину або компанії
- ґозасьоро (яп. 御座候) — це назва продукту корпорації Гозасьоро, яка була створена в 1950 році в Хімедзі. Це архаїчна фраза, яка означає «дякуємо за покупку»[3].
- Хіґірі-які (яп. ひぎりやき) -це назва продукту корпорації Саваї Хонпо з префектури Ехіме. Вона бере початок в Хігірі дзідзо біля станції Мацуяма[4].

### Історичні і неактивні
- Фукко-які (яп. 復興焼き, "відродження-які") — Пісня з нагоди відродження після Великого кантонського землетрусу у 1923 році, згадується, що імаґаваякі були перейменовані в фуккоякі[5].

## Дивіться також
- Тайякі
- Ваґаші